# Dois Perdidos numa Noite Suja (filme de 1970)
Dois Perdidos numa Noite é um filme brasileiro de 1970 dirigido por Braz Chediak. Baseado na peça teatral Dois Perdidos Numa Noite Suja, de Plínio Marcos.

## Sinopse
Tonho e Paco vivem em um pardieiro e trabalham no mercado. Certa vez, Tonho se desentende com outro carregador, que o humilha, do que se aproveita Paco para ridicularizar o companheiro. Ao saber que Tonho tem um revólver, Paco propõe um assalto. Ante a recusa de Tonho, Paco mente-lhe sobre um acordo de conciliação que fizera com o carregador que havia humilhado o primeiro. Diante disso, Tonho acaba concordando. Os dois assaltam um casal, e na divisão do roubo Paco tenta enganar Tonho. Cansado de humilhações, Tonho empunha sua arma contra Paco. Este não se assusta, lembrando que falta munição. Tonho tira uma bala do bolso, carrega a arma e obriga Paco a bancar uma mulher. O desenlace destas vidas marginais será trágico.

## Elenco
- Emiliano Queiroz .... Tonho
- Nelson Xavier .... Paco
- Paulo Sacramento .... Banzo
- Pepa Ruiz
- Fernando José
- Vanda Fritzlikaya
- Romeu Vieira
- Jota Diniz